# Кодзікі

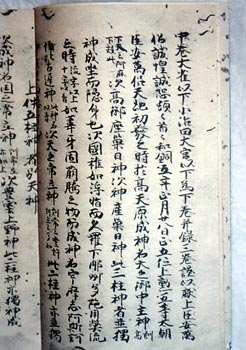
Книга «Кодзікі»

«Ко́джікі» (яп. 古事記, こじき/ふることぶみ, кодзікі / фурукото-бумі, «Записи справ давнини») — японська історична хроніка, пам'ятка японської літератури, одна з основних книг синтоїстського канону. Упорядкована 712 року аристократом О но Ясумаро за наказом імператриці Ґеммеї. Написана класичною старояпонською мовою. Складається з трьох сувоїв, присвячених походженню та розвитку монархії в Японії. Веде розповідь від епохи богів до правління імператриці Суйко. Містить давньояпонські міфи, перекази та вірші. Найстаріший японський історичний твір, що зберігся.

## Історія написання
У 680 році імператор Темму наказав скласти офіційну історичну хроніку Японії. Її укладачем було призначено О но Ясумаро. Цей твір був записаний з вуст священнослужителя Хіеда но Аре, який завчив напам'ять тексти книги «Кудзікі» («Записи про справи минувшини»), а також знав стародавні перекази попередніх поколінь. Хроніка була завершена у 712 році і отримала назву «Кодзікі».
Початково «Кодзікі» були задумані як твір, що мусив представити історію Японії китайському цивілізованому світу і засвідчити старовинність й божественність японського імператорського роду. Однак в силу того, що текст містив багато «нецивілізованих» з точки зору китайської історіографії міфів, легенд і пісень, «Кодзікі» як офіційна історична хроніка зазнали фіаско. Замість них, у 720, були укладені «Ніхон Сьокі» («Аннали Японії»), які увібрали багато запозичень з китайських хронік і впродовж декількох століть служили основним історичним літописом країни.
Оригінальний текст «Кодзікі» не зберігся до наших днів. Найдавніша і найповніша копія твору, яка була складена у 1371—1372 роках монахом Кен'ю, міститься у «Книзі храму Сімпукудзі» в місті Наґоя.

## Зміст
«Кодзікі» складаються з трьох сувоїв, які викладають історичні події від заснування Японського архіпелагу до правління імператриці Суйко (VII століття). Головний акцент робиться на постатях імператорів.
Перший сувій містить інформацію про народження Всесвіту, богів (камі) Неба і Землі, а також Японських островів від бога Ідзанаґі та богині Ідзанамі. У ньому також знаходяться міфи про богиню сонця Аматерасу Омікамі та її молодшого брата Сусаноо но Мікото, вигнання останнього на Землю і заснування ним держави в районі Ідзумо (суч. префектура Шімане). Також перший сувій оповідає про походження імператорського роду Японії — онук Аматерасу сходить на Землю, а його нащадок Дзімму стає першим імператором Японії.
Другий сувій починається походом імператора Дзімму на Схід (регіон Кінкі) і створенням держави Ямато, й закінчується описом діянь легендарного 15-го імператора Одзіна (V століття). Характерною рисою цього сувою є багатий фольклорний матеріал — пісні та легенди. Особливо цікавим є епос про «японського Геракла» — Ямато Такеру но Мікото, який проводить усе своє життя у боротьбі з варварами, розширяючи імператорські володіння.
Третій сувій представляє життєпис 16-ти імператорів (V—VII століття), які були реальними історичними особами.
Серед груп міфів і легенд, які містяться в «Кодзікі», можна виділити три комплекси: яматоський, ідзумоський та кюсюський. Перший зосереджується на переказах про богиню сонця Аматерасу (район Ямато, суч. префектура Нара), другий — на міфах про Сусаноо но Мікото (район Ідзумо, суч. префектура Шімане), а третій — на легендах про походження імператорського роду (район Хімука, суч. префектура Міядзакі).
Загалом, «Кодзікі» просякнуті ідеєю божественного походження Японії та її правителів — імператорів тенно. Увесь історичний розвиток спрямований на створення японської держави. Ця ідея була розвинена японськими науковцями державницької течії кокуґаку у XVIII—XIX століттях, і стала наріжним положенням японського націоналізму.

## Критика
У першій половині 20 ст. історик Цуда Сокічі піддав критичному аналізу як Кодзікі, так і більш офіціозний Ніхон Сьокі. Його дослідження, які суттєво скоротили офіційну історіографію Японії та фактично піддали сумніву божественне походження імператорів, були вороже зустрінуті правими рухами, а автор дослідження був на короткий час ув'язнений. Оцінка Цуда Сокічі отримала підтримку у повоєнний час.